# Artavasdes I. (Armenien)

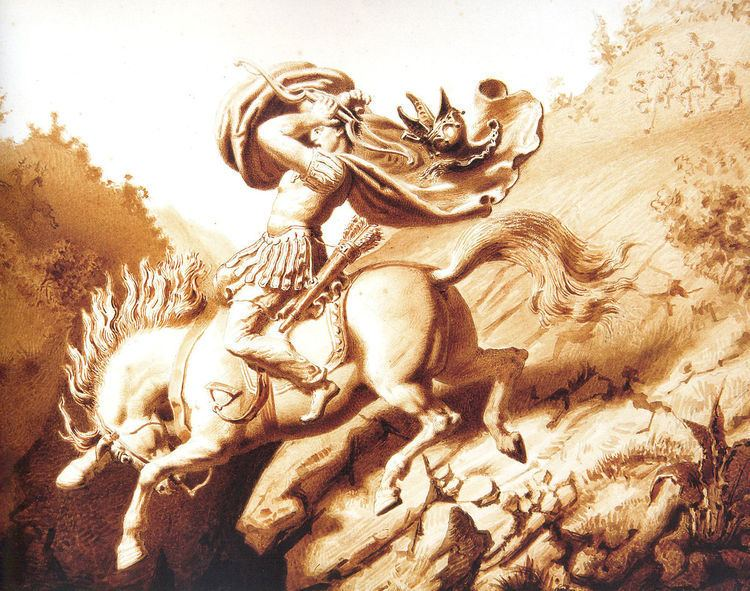
Artavasdes I fällt in die Höhle von Masis

Artavasdes I. (armenisch Արտավազդ Առաջին Artawasd Arradschin) war König von Armenien von etwa 159 v. Chr. bis 115 v. Chr. und entstammte der Dynastie der Artaxiden. Er folgte seinem Vater Artaxias I. nach.
Artavasdes Name ist die lateinische Übersetzung eines alt-iranischen Namens Ṛtavazdā, der mit dem avestischen Ašavazdah identisch ist und vermutlich „kraftvoll/ausdauernd durch die Wahrheit“ bedeutet. Um 120 v. Chr. bezwang der parthische König Mithridates II.  Artavasdes I. und zwang ihn, die parthische Oberhoheit anzuerkennen. Artavasdes war gezwungen, den Parthern Tigranes, der entweder sein Sohn oder sein Neffe war, als Geisel zu geben.